# توماس بي. موراي
توماس بي. موراي (بالإنجليزية: Thomas B. Murray)‏ هو سياسي أمريكي، ولد في 12 مايو 1938، وتوفي في 6 يناير 1998. حزبياً، نشط في الحزب الديمقراطي. وقد انتخب عضو جمعية ولاية ويسكونسن.